# Gaspar Wanderley
Gaspar Wanderley (Cleves (Cleves), c. 1595 — Capitania da Baía de Todos os Santos, c. 1665), nascido Kaspar von Neuhoff van der Ley, foi um nobre e militar teuto-holandês radicado na Capitania de Pernambuco, onde se estabeleceu como senhor de engenho. 

## Biografia
Natural da cidade alemã de Cleves, em Renânia do Norte-Vestfália, Kaspar von Neuhoff van der Ley provinha de uma nobre família calvinista da região, detentores do título hereditário de Ritter von Neuhoff, filho do Marechal de Campo Willhelm von Neuhoff van der Ley e de Marie Anne von Omphal, que estiveram à serviço do Duque de Cleves por gerações.
Estabelecido como mercenário à serviço da Casa de Orange-Nassau, veio à Pernambuco no contexto das Invasões holandesas no Brasil, nas quais ocupou o posto de capitão da cavalaria de Maurício de Nassau. Findo o contrato, porém, passou ao lado português, converteu-se ao catolicismo e se casou na nobreza da terra e se estabeleceu com grandes canaviais entre Sirinhaém e o Cabo de Santo Agostinho, onde foi sargento-mor e recebeu o hábito de Cavaleiro da Ordem de Cristo. No final de sua vida, acabou transferido para a Bahia, tendo lá vindo a falecer por volta do ano de 1665.

## Genealogia
Estando no Brasil, Gaspar Wanderley se converteu ao catolicismo, antes de 1640, para se casar com Maria de Melo, de origem portuguesa, alemã e neerlandesa, filha de Manuel Gomes de Melo, senhor do Engenho Trapiche, e de Adriana Luísa de Almeida. Neta paterna de João Gomes de Melo, fidalgo português da Província da Beira, fundador do Engenho Trapiche, e de Ana de Holanda, uma filha de Arnau de Holanda e de Brites Mendes de Vasconcelos. Neta materna de Baltazar de Almeida Botelho, natural de Lisboa, Fidalgo da Casa Real e Cavaleiro da Ordem de Cristo, e de Brites Lins de Vasconcelos, uma filha de Christoph Linz e de Adriana de Holanda, também filha de Arnau de Holanda e de Brites Mendes de Vasconcelos. Ficando viúva de Gaspar Wanderley, Maria de Melo se casou novamente com João Batista Accioli, Fidalgo Cavaleiro da Casa Real e sargento-mor da Comarca de Pernambuco, com sucessão.
Do casamento entre Gaspar Wanderley e Maria de Melo, nasceram:
- João Maurício Wanderley, capitão de cavalaria, senhor do Engenho Samba e Cavaleiro da Ordem de Cristo. Casou-se com Maria da Rocha, filha do sargento-mor Clemente da Rocha Barbosa, português, Cavaleiro da Ordem de São Bento de Avis, e de Maria Lins, senhora do Engenho do Escurial, neta de Christoph Linz. Com sucessão.[4]
- Manuel Gomes Wanderley, casado com Mércia de Barros, senhora do Engenho da Capiana, filha do capitão-mor Rodrigo de Barros Pimentel (filho do fidalgo Antônio de Barros Pimentel e de Maria de Holanda, uma das filhas de Arnau de Holanda e de Brites Mendes de Vasconcelos) e de Jerônima de Almeida Lins, filha de Baltazar de Almeida Botelho e de Brites Lins de Vasconcelos. Com sucessão.[4]
- Adriana de Almeida Wanderley, casada com o capitão-mor André de Barros Rego, senhor do Morgado de Cairá, Cavaleiro da Ordem de Cristo e proprietário de muitos canaviais, filho de Arnau de Holanda Barreto e de Luzia Pessoa, ricos senhores de engenhos. Com sucessão.[4]

## Descendentes ilustres
João Maurício Wanderley, Barão de Cotegipe.
João Cavalcanti Maurício Wanderley, Barão de Tracunhaém.
Francisco do Rego Barros, Conde da Boa Vista. 
Antônio de Souza Leão, Barão de Morenos.
Joaquim de Sousa Leão, Visconde de Campo Alegre.
Umbelino de Paula de Sousa Leão, Barão de Jaboatão.
Domingos Francisco de Sousa Leão, Visconde de Tabatinga.
Manuel Joaquim Carneiro da Cunha, Barão de Vera Cruz.
Sebastião Antônio Accioli Lins, Barão de Goicana.
Aurélio Buarque de Holanda, membro imortal da Academia Brasileira de Letras.